# 伊姆萊 (內華達州)
伊姆萊（英語：Imlay）是位於美國內華達州潘興縣的普查規定居民點。

## 歷史
伊姆萊的郵局自1908年營運至今。

## 人口
根據2020年美國人口普查的數據，伊姆萊的面積為3.06平方千米，皆為陸地。當地共有人口210人，而人口密度為每平方千米68.63人。